# Władysław Kosianowski
Władysław Alfred Kosianowski-Lorenz (ur. 22 lipca 1895 w Moskwie, zm. 30 lipca 1966 w Londynie) – komandor porucznik Marynarki Wojennej, kapitan żeglugi wielkiej, uczestnik I wojny światowej, wojny polsko-bolszewickiej oraz II wojny światowej, dowódca okrętu-pułapki „Notre Dame d'Etel”, działacz emigracyjny, kawaler Orderu Virtuti Militari.

## Życiorys
Urodził się 22 lipca 1895 w Moskwie, w rodzinie Antoniego i Marii z Malewskich. Ukończył gimnazjum realne. W latach 1912–1913 pływał na statkach handlowych rosyjskiego Towarzystwa „Flota Ochotnicza” (ros. Добровольный флот).
Ukończył Oficerską Szkołę Piechoty w Petersburgu, podczas I wojny światowej dostał się do niewoli austriackiej i został osadzony w obozie w Csót. Zwolniony w 1918 roku dostał się do Warszawy, gdzie w listopadzie brał udział w rozbrajaniu żołnierzy niemieckich.
6 lutego 1919 został przyjęty do Wojska Polskiego z byłych Korpusów Polskich i byłej armii rosyjskiej, z zatwierdzeniem posiadanego stopnia podporucznika i zaliczony do rezerwy oficerów WP z dniem 4 stycznia 1919. Na wojnie z bolszewikami walczył w szeregach 29 pułku strzelców kaniowskich. 6 marca 1920 został mianowany z dniem 1 grudnia 1919 porucznikiem w piechocie. W czasie działań na Ukrainie, ranny dostał się do niewoli. 21 grudnia 1920 został zatwierdzony z dniem 1 kwietnia 1920 w stopniu porucznika w piechocie, w grupie oficerów byłych Korpusów Wschodnich i byłej armii rosyjskiej. 11 kwietnia 1921 został przeniesiony do dyspozycji Departamentu dla Spraw Morskich Ministerstwa Spraw Wojskowych z pozostawieniem w ewidencji 29 pp.
Od 1921 roku służył w Marynarce Wojennej. 1 czerwca tego roku pełnił służbę w Dowództwie Portu Wojennego Puck. 3 maja 1922 został zweryfikowany w stopniu kapitana porucznika marynarki ze starszeństwem od 1 czerwca 1919 i 12. lokatą w korpusie rzeczno-brzegowym. Był między innymi dowódcą statku uzbrojonego Flotylli Wiślanej „Generał Sosnkowski”, monitora „Toruń” należącego do Flotylli Pińskiej oraz torpedowca ORP „Kujawiak”. Od maja 1928 roku służył jako zastępca dowódcy, a następnie dowódca ORP „Wilia”. 2 kwietnia 1929 roku awansował na komandora podporucznika ze starszeństwem z 1 stycznia 1929 roku w korpusie oficerów marynarki wojennej (korpus morski). Od 1 kwietnia 1930 do końca 1933 był oddelegowany do Wydziału Wojskowego Komisariatu Generalnego Rzeczypospolitej Polskiej w Wolnym Mieście Gdańsku na stanowisko szefa Wydziału Morskiego. W 1932 roku towarzyszył marszałkowi Piłsudskiemu w czasie jego wypoczynku w Egipcie. Nie cieszył się sympatią przełożonych kontradmirałów: Świrskiego i Unruga. Z dniem 30 czerwca 1934 został przeniesiony w stan spoczynku.
W latach 1934–1936 był komisarzem rządu do spraw rybołówstwa morskiego, a następnie od 1 sierpnia 1936 do 8 czerwca 1937 roku dyrektorem Państwowej Szkoły Morskiej w Gdyni. Następnie, do wybuchu II wojny światowej, pełnił funkcję dyrektora Towarzystwa Połowów Dalekomorskich „Pomorze”, był także członkiem Rady Głównej Ligi Morskiej i Kolonialnej. Był autorem pozycji z zakresu teorii wojny morskiej: Armia morska jako gwarantka bezpieczeństwa Polski (Gdańsk 1930) oraz Admirał von Tirpitz, jego myśli i czyny związane ze sprawami morskiej siły zbrojnej (Toruń 1933). Publikował też w prasie fachowej i czasopismach, w których to artykułach o tematyce zastosowania polskiej floty wojennej w razie wybuchu konfliktu zbrojnego przedstawiał niejednokrotnie opozycyjny do obowiązującego we flocie punktu widzenia.
Tydzień przed wybuchem wojny w ramach mobilizacji, decyzją kontradmirała Świrskiego trafił nie do marynarki, lecz do wywiadu (II Oddział Sztabu Głównego w Warszawie). 5 września 1939 roku został wysłany do Amsterdamu w charakterze wicekonsula. Jego zadaniem było zorganizowanie schronienia w portach francuskich dla przebywających w Holandii przeszło 20 polskich statków rybackich. W październiku 1939 przyjechał do Francji, gdzie zgłosił się bezpośrednio do Świrskiego, jednak nie został przyjęty do floty przez oficjalnie nominowanego 11 października dowódcy Kierownictwa Marynarki Wojennej. Świrski odmówił mu prawa do posiadanego od kilkunastu lat stopnia komandora podporucznika, tytułując go... majorem piechoty. Decyzją generała Władysława Sikorskiego, został umieszczony wraz z grupą oficerów bez przydziału w obozie Sable d'Or a później w paryskich koszarach Bessières. Tam uzyskawszy pozytywne zaświadczenia o dotychczasowym przebiegu służby od komandorów: Tadeusza Morgensterna-Podjazda i Witolda Zajączkowskiego, a także gen. Stanisława Burhardta-Bukackiego, złożył do Naczelnego Wodza zażalenie na decyzję Świrskiego odmawiającą uznania jego stopnia i przyjęcia do marynarki. Po piśmie tym został przeniesiony poza Paryż i pozostawał bezczynnym do czerwca 1940.
21 czerwca 1940 na pokładzie HMS „Broke” przybył z Brestu na własną rękę do Anglii, gdzie ponawiał starania o przyjęcie do floty. W desperacji próbował wstąpić do Royal Navy. Admirał Świrski konsekwentnie blokował możliwości przyjęcia do floty i zabraniał „majorowi” Kosianowskiemu używania stopnia komandorskiego i odmawiał mu prawa do noszenia granatowego munduru. Kosianowski widząc bezskuteczność swych starań w dowództwie marynarki i naczelnym dowództwie armii, postanowił wstąpić w szeregi Wolnych Francuzów.
17 października 1941 jego podanie o oddanie do dyspozycji marynarki wojennej Wolnych Francuzów zostało pozytywnie zaopiniowane przez szefa KMW Świrskiego i francuskiego wiceadmirała Emila Museliera. Polski admirał wyraził zgodę pod warunkiem, że komandor Kosianowski nie będzie miał prawa ubiegać się o przydział do polskiej marynarki. Z dniem 15 grudnia 1941 roku został przeniesiony w stan nieczynny na okres dwóch lat „celem objęcia obowiązków w marynarce wojennej Wolnej Francji”. Do tego czasu przebywał w Stacji Zbornej Oficerów Rothesay nazywanej „Wyspą Wężów”.
Został przeniesiony do Bejrutu, gdzie pracował w sztabie dowódcy francuskich sił morskich Lewantu, działał też w sztabie sił brytyjskich na Morzu Śródziemnym. Od kwietnia 1942 do listopada 1943 roku był dowódcą operującego we wschodniej części Morza Śródziemnego jachtu-pułapki (Q-Ship) „Notre Dame d'Etel” (ex Aesios II), pod banderą Wolnej Francji i z międzynarodową załogą składającą się z Francuzów, Marokańczyków i Libańczyków, a także Chilijczyków i Boliwijczyków. Występował wówczas jako capitaine de corvette Lorenz, przyjmując następnie fikcyjne nazwisko jako przydomek. Jednostka o wyporności 150 ton była uzbrojona w 1 działo 76 mm, 2 działka 40 mm, 2 działka 20 mm oraz w karabiny maszynowe Hotchkiss. Okręt brał udział w licznych patrolach przeciw okrętom podwodnym, osłaniał konwoje, wyróżniając się brawurą i pomysłowością w działaniu, co ma odzwierciedlenie w odznaczeniach nadanych dowódcy przez Francuzów. W czasie służby stoczył walkę z nieprzyjacielskimi samolotami i prawdopodobnie uszkodził 2 U-Booty.
Na pokładzie okrętu doszło do spotkania z gen. de Gaulle'em, który wyraził podziw i szacunek dla załogi, pojawiła się tam też propagatorka ruchu gaullistowskiego, Josephine Baker. 27 czerwca 1943 komandor Kosianowski spotkał się w Bejrucie z gen. Sikorskim, który przyjął zaproszenie na pokład okrętu. Wizytę zniweczył nagły rozkaz natychmiastowego wyjścia w morze dla eskorty konwoju idącego z Cypru i okazja ugoszczenia generała bezpowrotnie przepadła – Naczelny Dowódca kilka dni później zginął w Gibraltarze.
Skuteczność statku-pułapki, w niekonwencjonalny sposób dowodzonej przez Kosianowskiego przekonała do jego osoby Kierownictwo Marynarki Wojennej i od początku 1944 roku został on przywrócony do służby w Polskiej Marynarce Wojennej, jednak nie w służbie na morzu, lecz w administracji. Był kierownikiem Referatu Planowania nr 2, a następnie Referatu Informacji Zewnętrznej w Kierownictwie Marynarki Wojennej. Na komandora porucznika został awansowany ze starszeństwem z 3 maja 1945 roku i 4. lokatą w korpusie oficerów Marynarki Wojennej, korpus osobowy oficerów służb marynarki, grupa administracji.
Po zwolnieniu do cywila pozostał w Wielkiej Brytanii, działał w Stowarzyszeniu Marynarki Wojennej, w 1945–1946 był redaktorem czasopisma „Polska na Morzach”, publikowano jego artykuły w tygodniku „Polska Walcząca – Żołnierz Polski na Obczyźnie” i innych pismach londyńskich. W 1947 roku w Rzymie ukazał się album jego autorstwa Polska Marynarka Wojenna od pierwszej do ostatniej salwy w drugiej wojnie światowej.
Zmarł 30 lipca 1966 roku w Londynie i został pochowany na cmentarzu North Sheen.
W 1925 ożenił się z Antoniną Marią z Mizgalskich, z którą miał syna Andrzeja (1926–1944) i córkę Barbarę Józefę (ur. 1930), po mężu Brener.

## Ordery i odznaczenia
- Krzyż Srebrny Orderu Wojskowego Virtuti Militari nr 5197 – 28 lutego 1922[23]
- Krzyż Walecznych dwukrotnie[24][25]
- Medal Morski
- Srebrny Krzyż Zasługi – 10 listopada 1928[26]
- Medal Pamiątkowy za Wojnę 1918–1921[7]
- Medal Dziesięciolecia Odzyskanej Niepodległości[7]
- Krzyż Oficerski Orderu Legii Honorowej
- francuski Krzyż Wojenny – 1943

30 października 1933 Komitet Krzyża i Medalu Niepodległości odrzucił wniosek o nadanie mu tego odznaczenia.